# Понтіроло-Нуово
Понтіроло-Нуово (італ. Pontirolo Nuovo) — муніципалітет в Італії, у регіоні Ломбардія,  провінція Бергамо.
Понтіроло-Нуово розташоване на відстані близько 480 км на північний захід від Рима, 32 км на схід від Мілана, 17 км на південний захід від Бергамо.
Населення — 5008 осіб (2014).
Щорічний фестиваль відбувається 29 вересня. Покровитель — святий Михайло.

## Демографія
Населення за роками:

Станом на 1 січня 2023 року в муніципалітеті офіційно проживало 588 іноземців з 47 країн, серед них 84 громадяни країн Євросоюзу та 10 громадян України.

## Сусідні муніципалітети
- Арчене
- Больтієре
- Брембате
- Каноніка-д'Адда
- Чизерано
- Фара-Джера-д'Адда
- Тревільйо